# جيرهارد هيرشفيلد
جيرهارد هيرشفيلد (بالألمانية: Gerhard Hirschfeld)‏ هو مؤرخ ألماني، ولد في 1946 في بلتنبرغ في ألمانيا.